# Baldus (poema)
Il Baldus è un poema in latino maccheronico scritto nel XVI secolo da Teofilo Folengo, sotto lo pseudonimo di Merlin Cocai, e uscito nella sua versione definitiva nel 1552, postumo. Il poema, cui Folengo continuò a lavorare tutta la vita, contenuto all'interno delle Maccheronee, è l'opera più importante dell'autore ed una delle più rappresentative del genere letterario della poesia maccheronica. 
La composizione è una parodia dei tradizionali poemi cavallereschi, dei quali sovverte e stravolge i classici valori eroici e cortesi; il dileggio avviene sia tramite la narrazione di eventi paradossali e surreali, che mostrano un mondo dominato solo da fame, violenza e sopraffazioni, sia attraverso l'utilizzo in esametri di un latino grottesco e comico, ricco di errori grammaticali e mescolato a numerosissimi elementi dialettali e volgari. 
Il Baldus mostra inoltre un chiaro elogio della vita contadina (cui l'autore si sente profondamente legato) e l'elevazione di questa al pari della nobiltà, solita protagonista dell'epica, a partire dalla scelta di un protagonista campagnolo.

## Trama

### Prima redazione (1517)
La vicenda inizia con un'adunata intorno a un anonimo re di Francia, a Parigi, per una giostra d'armi che è stata bandita. Domina la scena un cavaliere valoroso, Guido, discendente di Rinaldo. Guido, innamorato della figlia del re Baldovina, dopo aver vinto la giostra, la rapisce e fugge a Cipada, un sobborgo di Mantova. Qui affida Baldovina, incinta, al contadino Berto, e se ne va. Da Baldovina nasce Baldo; il bambino cresce nella capanna di Berto ed è creduto figlio del contadino.
Divenuto adulto, Baldo si scontra con due avversari, Tognazzo, ma soprattutto il tiranno Gaglioffo, con cui è inevitabile l’inimicizia: il tiranno non può accettare l’esistenza di un campione della giustizia. Con il tradimento, riesce ad attirarlo in città, da solo, senza la scorta dei suoi amici: il vagabondo astuto Cingar, il gigante possente Fracasso, il “semicane” velocissimo Falchetto. Baldo combatte valorosamente, ma alla fine è catturato. Cingar fa evadere l'eroe dal carcere e insieme fuggono da Mantova, non senza aver fatto strage dei nemici. Si imbarcano, ma vengono sorpresi prima da una tempesta e poi dai pirati: Baldo e i suoi compagni li sconfiggono e gli sconfitti entrano al servizio del paladino. 
Giungono su un'isola che per l'incantesimo di una strega è posta sulla schiena di una balena: appena sbarcati, Baldo e i suoi vanno in cerca di qualcosa per sfamarsi; in una capanna incontrano un eremita che è il padre dell’eroe e che incita Baldo a distruggere il regno delle streghe. Ricevuta la missione, l’eroe e i suoi compagni hanno altre avventure sul mare, fino alle fonti del Nilo; raggiungono la regina delle streghe Culfora e Baldo la uccide con un calcio. 

### Seconda redazione (1521)
Dopo l'uccisione della regina delle strega (ora ribattezzata “Gelfora”), Baldo e i compagni decidono di scendere nell'Inferno e sono coinvolti in avventure strane più che eroiche: entrano in un'osteria dove vengono serviti cibi orripilanti (serpi e rospi); poi incontrano i due figli gemelli di Baldo che si trovano laggiù in cerca del padre; Caronte viene costretto a traghettare la compagnia oltre il Flegetonte; la Furia Tesifone, sferzandoli con un flagello di serpi, induce i compagni di Baldo ad una rissa furiosa tra loro. Baldo, immune da qualsiasi influsso stregonesco, insegue la Furia, giunge non visto in un’aula dove le tre Erinni, davanti ad un'assemblea infernale, vantano ciascuna le imprese compiute. Baldo mette in fuga l’assemblea e ritrova poi i compagni pacificati da Serafo, un mago benefico.

## Personaggi
- Baldovina: figlia del re di Francia e madre di Baldus;
- Baldus: eroe popolare, è il protagonista del poema, compie mirabolanti e sregolate prodezze fino a giungere nell'inferno;
- Berto Panada: contadino di Cipada, accoglie Guidone e Baldovina in fuga;
- Cingar: compagno di malefatte di Baldus;
- Falchetto: essere mezzo uomo e mezzo cane, compagno di Baldus;
- Fracasso: gigante compagno di Baldus;
- Guidone da Montalbano: discendente di Rinaldo e padre di Baldus;
- Tognazzo: podestà di Cipada;
- Zambello: figlio di Berto Panada.

## Edizioni
L'opera conta 4 edizioni principali, corrispondenti alle 4 edizioni delle Maccheronee, all'interno delle quali è contenuta: una prima del 1517 in 17 libri, due intermedie del 1521 e del 1538-40, e l'edizione definitiva, postuma, del 1552, nella quale l'opera arriva ad essere composta da 25 libri.

## Analisi
L'opera è considerata uno dei massimi capolavori della cosiddetta letteratura carnevalesca, teorizzata da Michail Bachtin nel saggio L'opera di Rabelais e la cultura popolare. Come maggior esponente di questo filone culturale rinascimentale, definito come anti-classicismo o anti-rinascimento, è universalmente riconosciuto François Rabelais, sul quale Folengo ebbe un'enorme influenza.